# Institut du monde arabe
Institut du monde arabe (franska för "arabvärldsinstitutet") är en byggnad i Paris femte arrondissemang som konstruerades av en grupp arkitekter (Jean Nouvel och Architecture-studio) med ambitionen att förena västerländsk och arabisk arkitektur. Institut du monde arabe var en del av François Mitterrands initiativ till stora byggnationer i Paris och öppnades för allmänheten i december 1987.
- Wikimedia Commons har media som rör Institut du monde arabe.